# Barybas maculata
Barybas maculata är en skalbaggsart som beskrevs av Moser 1919. Barybas maculata ingår i släktet Barybas och familjen Melolonthidae. Inga underarter finns listade.